# Elephant & Castle (stanice metra v Londýně)
Elephant & Castle je stanice metra v Londýně ve čtvrti Elephant and Castle, otevřená roku 1890. Nachází se na dvou linkách :
- Bakerloo Line (tato stanice je konečnou pro Bakerloo line, stanice před touto je Lambeth North)
- Northern Line (mezi stanicemi Kennington a Borough)

| Rok  | Počet cestujících |
| ---- | ----------------- |
| 2011 | 17,72 mil         |
| 2012 | 17,96 mil         |
| 2013 | 17,67 mil         |
| 2014 | 18,48 mil         |